# Phlegetonia mediofusca
Phlegetonia mediofusca là một loài bướm đêm trong họ Noctuidae.